# Шарлеваль (Буш-дю-Рон)
Шарлеваль (фр. Charleval) — коммуна на юго-востоке Франции в регионе Прованс — Альпы — Лазурный Берег, департамент Буш-дю-Рон, округ Экс-ан-Прованс, кантон Пелиссан.
Площадь коммуны — 14,41 км², население — 2324 человека (2006) с выраженной тенденцией к росту: 2515 человек (2012), плотность населения — 174,5 чел/км².

## Население
Население коммуны в 2011 году составляло 2498 человек, а в 2012 году — 2515 человек.
| 1962 | 1968 | 1975 | 1982 | 1990 | 1999 | 2006 | 2008 | 2011 | 2012 |
| ---- | ---- | ---- | ---- | ---- | ---- | ---- | ---- | ---- | ---- |
| 1347 | 1278 | 1417 | 1684 | 1877 | 2080 | 2324 | 2397 | 2498 | 2515 |

Динамика населения:

## Экономика
В 2010 году из 1535 человек трудоспособного возраста (от 15 до 64 лет) 1117 были экономически активными, 418 — неактивными (показатель активности 72,8%, в 1999 году — 67,1%). Из 1117 активных трудоспособных жителей работали 1005 человек (544 мужчины и 461 женщина), 112 числились безработными (35 мужчин и 77 женщин). Среди 418 трудоспособных неактивных граждан 122 были учениками либо студентами, 140 — пенсионерами, а ещё 156 — были неактивны в силу других причин.
На протяжении 2010 года в коммуне числилось 1006 облагаемых налогом домохозяйств, в которых проживало 2325,5 человек. При этом медиана доходов составила 17 тысяч 166 евро на одного налогоплательщика.